# 2022-es Le Mans-i 24 órás verseny

A 90. Le Mans-i 24 órás autóversenyt 2022. június 11–12. között tartották meg a Circuit de la Sarthe versenypályán. Az esemény a 2022-es hosszútávú-világbajnokság negyedik fordulója volt.

## Résztvevők

### Automatikus nevezés

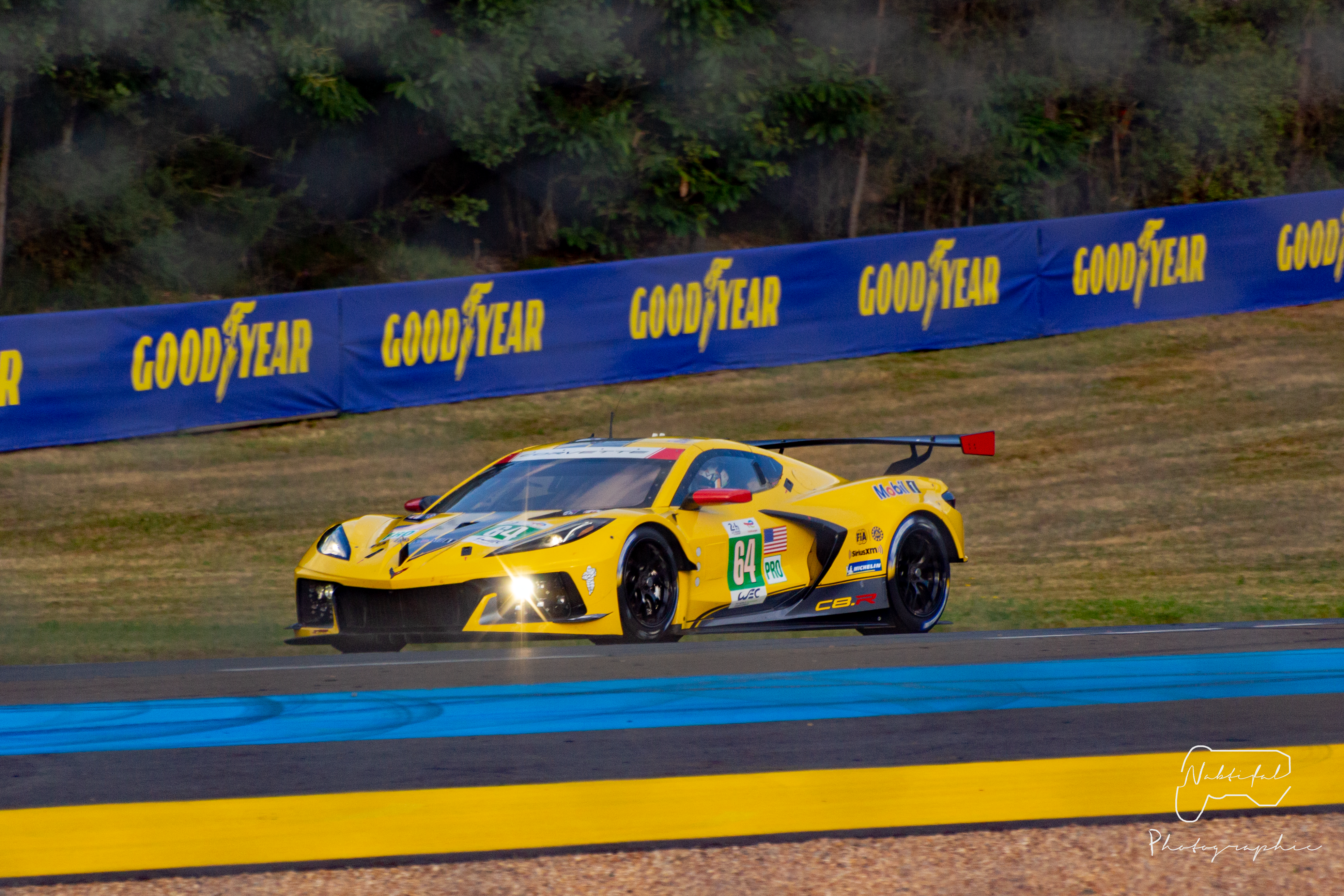
A GTE Pro osztályban induló #64-es Corvette Racing.

Automatikus indulási jogot azok a gárdák kaphattak, melyek megnyerték a 2021-es Le Mans-i 24 órást, vagy teljes szezon futnak a WEC-ben. Nevezhettek továbbá azok a csapatok, akik bajnoki címet szereztek az európai, az ázsiai és az amerikai hosszútávú-bajnokságokban, vagy azok valamelyik kategóriájában. Ezenkívül az ACO (Automobile Club de l'Ouest) kiválasztott további indulókat azok közül, akik korábban jelezték a részvételi szándékukat a viadalon.
| Eredmény                                                    | LMP2              | LMGTE Pro        | LMGTE Am         |
| ----------------------------------------------------------- | ----------------- | ---------------- | ---------------- |
| 1. helyezett 2021-es Le Mans-i 24 órás verseny              | Team WRT          |                  | AF Corse         |
| 1. helyezett 2021-es Európai Le Mans-széria (LMP2 és LMGTE) | Team WRT          | Iron Lynx        | Iron Lynx        |
| 2. helyezett 2021-es Európai Le Mans-széria (LMP2 és LMGTE) | United Autosports | Spirit of Race   | Spirit of Race   |
| 1. helyezett 2021-es Európai Le Mans-széria (LMP3)          | DKR Engineering   |                  |                  |
| WeatherTech SportsCar-bajnokság                             | Ben Keating       |                  | Rob Ferriol      |
| 1. helyezett 2022-es Ázsiai Le Mans-széria (LMP2 és GT)     | Nielsen Racing    | Inception Racing | Inception Racing |
| 1. helyezett 2022-es Ázsiai Le Mans-széria (LMP3)           | CD Sport          |                  |                  |
| 1. helyezett 2021-es Michelin Le Mans-kupa (GT3)            |                   |                  | Iron Lynx        |

### Nevezési lista
Az FIA és a szervezőbizottság a 2010-es évek közepe óta lehetőséget biztosít a Garage 56 programban, hogy másmilyen autók is rajthoz álljanak. 2022-re ezt a lehetőséget nem vette igénybe egyik alakulat sem.
Egy teljesen, csak nőkből álló istálló is nevezett a futamra. Az LMGTE Am-ban a #85-ös Iron Dames Ferrari.
A 2022-es futam résztvevői közül az LMP2-ben szereplő #23-as United Autosportsban ült autóban minden idők legfiatalabb Le Mans résztvevője, a 16 éves és 117 napos, amerikai Josh Pierson, aki a brit Matt McMurry 2014-es rekordját adta át a múltnak.
A nevezési lista közzététele után a Racing Team Nederland visszavonta a TDS Racing által futtatott Oreca 07 nevezését a tartaléklista harmadik helyéről, hogy az IMSA programjukra koncentrálhassanak. Május 31-én a Hardpoint Motorsport is visszavonta az LMGTE Am-kategóriás Porsche 911 RSR-19-est. Helyüket a Proton Racing egyik ügyfélcsapata, az Absolute Racing kapta meg, amely az ACO előírásainak megfelelően kötelező volt Hardpoint Motorsport néven indulni.

Közvetlenül a verseny előtt a vezetőség, Eduardo Freitas versenyigazgató javaslatára bejelentette, hogy eltiltja a részvételtől az LMP2-es #13-as TDS Racing egyik pilótáját, a 62 éves francia üzletembert, Philippe Cimadomót, miután néhány meggondolatlan manővert hajtott végre a pályán és több alkalommal is veszélyeztette a többi versenyző testi épségét. A gárda a holland Nyck de Vriest nevezte meg a pótlására.

A versenyt megnyerő #8-as Toyota Gazoo Racing.

További információ: 2022-es WEC-szezon – Csapatok és pilóták
| Ikon | Bajnokság                        |
| ---- | -------------------------------- |
| WEC  | WEC                              |
| ELMS | Európai Le Mans-széria           |
| ALMS | Ázsiai Le Mans-széria            |
| WTSC | WeatherTech SportsCar-bajnokság  |
| 24LM | Csak a Le Mans-i 24 órás verseny |
| Ikon | Megjegyzés                       |
| HY   | Hibrid                           |
| P2   | LMP2                             |
| PA   | LMP2 Pro-Am-kupa                 |

| #         | Csapat                                  | Autó                     | Gumi     | Versenyző 1              | Versenyző 2            | Versenyző 3          |
| Hypercar  | Hypercar                                | Hypercar                 | Hypercar | Hypercar                 | Hypercar               | Hypercar             |
| --------- | --------------------------------------- | ------------------------ | -------- | ------------------------ | ---------------------- | -------------------- |
| 7         | Toyota Gazoo Racing                     | Toyota GR010 Hybrid      | M        | Mike Conway              | Kobajasi Kamui         | José María López     |
| 8         | Toyota Gazoo Racing                     | Toyota GR010 Hybrid      | M        | Sébastien Buemi          | Brendon Hartley        | Hirakava Rjó         |
| 36        | Alpine Elf Matmut                       | Alpine A480              | M        | André Negrão             | Nicolas Lapierre       | Matthieu Vaxivière   |
| 708       | Glickenhaus Racing                      | Glickenhaus SCG 007 LMH  | M        | Olivier Pla              | Romain Dumas           | Pipo Derani          |
| 709       | Glickenhaus Racing                      | Glickenhaus SCG 007 LMH  | M        | Ryan Briscoe             | Richard Westbrook      | Franck Mailleux      |
| LMP2      |                                         |                          |          |                          |                        |                      |
| 1         | Richard Mille Racing Team               | Oreca 07                 | G        | Lilou Wadoux             | Sébastien Ogier        | Charles Milesi       |
| 3         | DKR Engineering                         | Oreca 07                 | G        | Jean Glorieux            | Laurents Hörr          | Alexandre Cougnaud   |
| 5         | Team Penske                             | Oreca 07                 | G        | Dane Cameron             | Emmanuel Collard       | Felipe Nasr          |
| 9         | Prema Orlen Team                        | Oreca 07                 | G        | Robert Kubica            | Louis Delétraz         | Lorenzo Colombo      |
| 10        | Vector Sport                            | Oreca 07                 | G        | Nico Müller              | Ryan Cullen            | Sébastien Bourdais   |
| 13        | TDS Racing x Vaillante                  | Oreca 07                 | G        | Nyck de Vries            | Mathias Beche          | Tijmen van der Helm  |
| 22        | United Autosports USA                   | Oreca 07                 | G        | Philip Hanson            | Filipe Albuquerque     | Will Owen            |
| 23        | United Autosports USA                   | Oreca 07                 | G        | Alex Lynn                | Oliver Jarvis          | Josh Pierson         |
| 24        | Nielsen Racing                          | Oreca 07                 | G        | Rodrigo Sales            | Matthew Bell           | Ben Hanley           |
| 27        | CD Sport                                | Ligier JS P217           | G        | Christophe Cresp         | Michael Jensen         | Steven Palette       |
| 28        | Jota                                    | Oreca 07                 | G        | Oliver Rasmussen         | Ed Jones               | Jonathan Aberdein    |
| 30        | Duqueine Team                           | Oreca 07                 | G        | Richard Bradley          | Memo Rojas             | Reshad de Gerus      |
| 31        | Team WRT                                | Oreca 07                 | G        | Sean Gelael              | Robin Frijns           | René Rast            |
| 32        | Team WRT                                | Oreca 07                 | G        | Rolf Ineichen            | Mirko Bortolotti       | Dries Vanthoor       |
| 34        | Inter Europol Competition               | Oreca 07                 | G        | Jakub Śmiechowski        | Alex Brundle           | Esteban Gutiérrez    |
| 35        | Ultimate                                | Oreca 07                 | G        | Jean-Baptiste Lahaye     | Matthieu Lahaye        | François Hériau      |
| 37        | Cool Racing                             | Oreca 07                 | G        | Dzse Dzsefej             | Ricky Taylor           | Niklas Krütten       |
| 38        | Jota                                    | Oreca 07                 | G        | Roberto González         | António Félix da Costa | Will Stevens         |
| 39        | Graff Racing                            | Oreca 07                 | G        | Éric Trouillet           | Sébastien Page         | David Droux          |
| 41        | RealTeam by WRT                         | Oreca 07                 | G        | Rui Andrade              | Habsburg Ferdinánd     | Norman Nato          |
| 43        | Inter Europol Competition               | Oreca 07                 | G        | David Heinemeier Hansson | Fabio Scherer          | Pietro Fittipaldi    |
| 44        | ARC Bratislava                          | Oreca 07                 | G        | Miroslav Konôpka         | Bent Viscaal           | Tristan Vautier      |
| 45        | Algarve Pro Racing                      | Oreca 07                 | G        | James Allen              | René Binder            | Steven Thomas        |
| 47        | Algarve Pro Racing                      | Oreca 07                 | G        | John Falb                | Sophia Flörsch         | Jack Aitken          |
| 48        | IDEC Sport                              | Oreca 07                 | G        | Paul Lafargue            | Paul-Loup Chatin       | Patrick Pilet        |
| 65        | Panis Racing                            | Oreca 07                 | G        | Julien Canal             | Nicolas Jamin          | Job van Uitert       |
| 83        | AF Corse                                | Oreca 07                 | G        | François Perrodo         | Nicklas Nielsen        | Alessio Rovera       |
| LMGTE Pro |                                         |                          |          |                          |                        |                      |
| 51        | AF Corse                                | Ferrari 488 GTE Evo      | M        | Alessandro Pier Guidi    | James Calado           | Daniel Serra         |
| 52        | AF Corse                                | Ferrari 488 GTE Evo      | M        | Miguel Molina            | Antonio Fuoco          | Davide Rigon         |
| 63        | Corvette Racing                         | Chevrolet Corvette C8.R  | M        | Antonio García           | Jordan Taylor          | Nick Catsburg        |
| 64        | Corvette Racing                         | Chevrolet Corvette C8.R  | M        | Tommy Milner             | Nick Tandy             | Alexander Sims       |
| 74        | Riley Motorsports                       | Ferrari 488 GTE Evo      | M        | Felipe Fraga             | Sam Bird               | Shane van Gisbergen  |
| 91        | Porsche GT Team                         | Porsche 911 RSR-19       | M        | Gianmaria Bruni          | Richard Lietz          | Frédéric Makowiecki  |
| 92        | Porsche GT Team                         | Porsche 911 RSR-19       | M        | Michael Christensen      | Kévin Estre            | Laurens Vanthoor     |
| LMGTE Am  |                                         |                          |          |                          |                        |                      |
| 21        | AF Corse                                | Ferrari 488 GTE Evo      | M        | Simon Mann               | Christoph Ulrich       | Toni Vilander        |
| 33        | TF Sport                                | Aston Martin Vantage AMR | M        | Ben Keating              | Henrique Chaves        | Marco Sørensen       |
| 46        | Team Project 1                          | Porsche 911 RSR-19       | M        | Matteo Cairoli           | Mikkel Pedersen        | Nicolas Leutwiler    |
| 54        | AF Corse                                | Ferrari 488 GTE Evo      | M        | Thomas Flohr             | Francesco Castellacci  | Nick Cassidy         |
| 55        | Spirit of Race                          | Ferrari 488 GTE Evo      | M        | Duncan Cameron           | Matt Griffin           | David Perel          |
| 56        | Team Project 1                          | Porsche 911 RSR-19       | M        | Brendan Iribe            | Ollie Millroy          | Ben Barnicoat        |
| 57        | Kessel Racing                           | Ferrari 488 GTE Evo      | M        | Kimura Takesi            | Frederik Schandorff    | Mikkel Jensen        |
| 59        | Inception Racing                        | Ferrari 488 GTE Evo      | M        | Alexander West           | Marvin Klein           | Côme Ledogar         |
| 60        | Iron Lynx                               | Ferrari 488 GTE Evo      | M        | Claudio Schiavoni        | Alessandro Balzan      | Raffaele Giammaria   |
| 61        | AF Corse                                | Ferrari 488 GTE Evo      | M        | Louis Prette             | Vincent Abril          | Conrad Grunewald     |
| 66        | JMW Motorsport                          | Ferrari 488 GTE Evo      | M        | Jason Hart               | Mark Kvamme            | Renger van der Zande |
| 71        | Spirit of Race                          | Ferrari 488 GTE Evo      | M        | Franck Dezoteux          | Pierre Ragues          | Gabriel Aubry        |
| 75        | Iron Lynx                               | Ferrari 488 GTE Evo      | M        | Pierre Ehret             | Christian Hook         | Nicolás Varrone      |
| 77        | Dempsey-Proton Racing                   | Porsche 911 RSR-19       | M        | Christian Ried           | Sebastian Priaulx      | Harry Tincknell      |
| 79        | WeatherTech Racing                      | Porsche 911 RSR-19       | M        | Cooper MacNeil           | Julien Andlauer        | Thomas Merrill       |
| 80        | Iron Lynx                               | Ferrari 488 GTE Evo      | M        | Matteo Cressoni          | Giancarlo Fisichella   | Richard Heistand     |
| 85        | Iron Dames                              | Ferrari 488 GTE Evo      | M        | Rahel Frey               | Michelle Gatting       | Sarah Bovy           |
| 86        | GR Racing                               | Porsche 911 RSR-19       | M        | Mike Wainwright          | Riccardo Pera          | Ben Barker           |
| 88        | Dempsey-Proton Racing                   | Porsche 911 RSR-19       | M        | Fred Poordad             | Maxwell Root           | Jan Heylen           |
| 93        | Proton Competition                      | Porsche 911 RSR-19       | M        | Michael Fassbender       | Matt Campbell          | Zacharie Robichon    |
| 98        | Northwest AMR                           | Aston Martin Vantage AMR | M        | Paul Dalla Lana          | Nicki Thiim            | David Pittard        |
| 99        | Hardpoint Motorsport ( Absolute Racing) | Porsche 911 RSR-19       | M        | Rob Ferriol              | Katherine Legge        | Adrien de Leener     |
| 99        | Hardpoint Motorsport ( Absolute Racing) | Porsche 911 RSR-19       | M        | Andrew Haryanto          | Martin Rump            | Alessio Picariello   |
| 777       | D'station Racing                        | Aston Martin Vantage AMR | M        | Hosino Szatosi           | Fudzsii Tomonobú       | Charlie Fagg         |
| Forrás:   |                                         |                          |          |                          |                        |                      |

A versenyre elfogadott 62 nevezés mellé 6 egység a tartaléklistára került, azzal a céllal, hogy helyettesítsék a visszavont nevezéssel rendelkezőket, vagy kizárt résztvevőket. A tartalékokat számokkal jelölték meg, amely egy rendes egység kiszállása esetén az első számú automatikusan elfoglalta volna a helyet, kategóriától függetlenül.
| Tartalék | Kategória | #   | Csapat                | Autó                     | Versenyző 1     | Versenyző 2         | Versenyző 3    |
| -------- | --------- | --- | --------------------- | ------------------------ | --------------- | ------------------- | -------------- |
| 1        | LMP2      | 49  | High Class Racing     | Oreca 07                 | Kevin Magnussen | Jan Magnussen       | Mark Patterson |
| 2.       | LMGTE-Am  | 488 | Rinaldi Racing        | Ferrari 488 GTE Evo      | Pierre Ehret    |                     |                |
| 3.       | LMP2      | 29  | Racing Team Nederland | Oreca 07                 | Frits van Eerd  | Giedo van der Garde | Nyck de Vries  |
| 4.       | LMGTE-Am  | 18  | Absolute Racing       | Porsche 911 RSR-19       | Andrew Haryanto |                     |                |
| 5.       | LMGTE-Am  | 95  | TF Sport              | Aston Martin Vantage AMR | John Hartshorne |                     |                |
| 6.       | LMP2      | 20  | High Class Racing     | Oreca 07                 | Dennis Andersen | Anders Fjordbach    |                |

## Időmérő
A pole-pozíciók a kategóriákban félkövér betűkkel vannak jelölve.
| Helyezés | Kategória | #   | Csapat                    | Időmérő    | Hyperpole | Rajthely |
| -------- | --------- | --- | ------------------------- | ---------- | --------- | -------- |
| 1.       | Hypercar  | 8   | Toyota Gazoo Racing       | 3:40,842   | 3:24,408  | 1        |
| 2.       | Hypercar  | 7   | Toyota Gazoo Racing       | 3:27,247   | 3:24,828  | 2        |
| 3.       | Hypercar  | 36  | Alpine Elf Team           | 3:29,656   | 3:24,850  | 3        |
| 4.       | Hypercar  | 709 | Glickenhaus Racing        | 3:27,978   | 3:25,841  | 4        |
| 5.       | Hypercar  | 708 | Glickenhaus Racing        | 3:27,355   | 3:26,359  | 5        |
| 6.       | LMP2      | 31  | Team WRT                  | 3:29,898   | 3:28,394  | 6        |
| 7.       | LMP2      | 22  | United Autosports USA     | 3:30,639   | 3:30,070  | 7        |
| 8.       | LMP2      | 38  | Jota                      | 3:30,124   | 3:30,373  | 8        |
| 9.       | LMP2      | 41  | RealTeam by WRT           | 3:30,440   | 3:30,522  | 9        |
| 10.      | LMP2      | 9   | Prema Orlen Team          | 3:30,651   | 3:31,115  | 10       |
| 11.      | LMP2      | 23  | United Autosports USA     | 3:30,568   | 3:31,596  | 11       |
| 12.      | LMP2      | 1   | Richard Mille Racing Team | 3:31,368   |           | 12       |
| 13.      | LMP2      | 65  | Panis Racing              | 3:31,382   |           | 13       |
| 14.      | LMP2      | 5   | Team Penske               | 3:31,462   |           | 13       |
| 15.      | LMP2      | 32  | Team WRT                  | 3:31,808   |           | 15       |
| 16.      | LMP2      | 30  | Duqueine Team             | 3:32,000   |           | 16       |
| 17.      | LMP2      | 37  | Cool Racing               | 3:32,008   |           | 17       |
| 18.      | LMP2      | 28  | Jota                      | 3:32,138   |           | 18       |
| 19.      | LMP2      | 48  | IDEC Sport                | 3:32,285   |           | 19       |
| 20.      | LMP2      | 34  | Inter Europol Competition | 3:32,549   |           | 20       |
| 21.      | LMP2      | 24  | Nielsen Racing            | 3:32,956   |           | 21       |
| 22.      | LMP2      | 35  | Ultimate                  | 3:33,463   |           | 22       |
| 23.      | LMP2      | 44  | ARC Bratislava            | 3:33,480   |           | 23       |
| 24.      | LMP2      | 39  | Graff Racing              | 3:33,483   |           | 24       |
| 25.      | LMP2      | 3   | DKR Engineering           | 3:34,524   |           | 25       |
| 26.      | LMP2      | 47  | Algarve Pro Racing        | 3:36,371   |           | 26       |
| 27.      | LMP2      | 83  | AF Corse                  | 3:36,548   |           | 27       |
| 28.      | LMP2      | 27  | CD Sport                  | 3:38,136   |           | 28       |
| 29.      | LMP2      | 43  | Inter Europol Competition | 3:38,491   |           | 29       |
| 30.      | LMP2      | 10  | Vector Sport              | Idő nélkül |           | 62       |
| 31.      | LMP2      | 13  | TDS Racing x Vaillante    | Idő nélkül |           | 30       |
| 32.      | LMP2      | 45  | Algarve Pro Racing        | Idő nélkül |           | 61       |
| 33.      | LMGTE Pro | 64  | Corvette Racing           | 3:51,491   | 3:49,985  | 31       |
| 34.      | LMGTE Pro | 63  | Corvette Racing           | 3:51,132   | 3:50,177  | 32       |
| 35.      | LMGTE Pro | 91  | Porsche GT Team           | 3:51,382   | 3:50,377  | 33       |
| 36.      | LMGTE Pro | 92  | Porsche GT Team           | 3:50,999   | 3:50,522  | 34       |
| 37.      | LMGTE Pro | 52  | AF Corse                  | 3:51,614   | 3:51,779  | 35       |
| 38.      | LMGTE Pro | 51  | AF Corse                  | 3:51,502   | 3:51,816  | 36       |
| 39.      | LMGTE Pro | 74  | Riley Motorsports         | 4:03,311   |           | 37       |
| 40.      | LMGTE Am  | 61  | AF Corse                  | 3:54,316   | 3:52,594  | 38       |
| 41.      | LMGTE Am  | 57  | Kessel Racing             | 3:53,489   | 3:52,751  | 39       |
| 42.      | LMGTE Am  | 77  | Dempsey-Proton Racing     | 3:54,224   | 3:53,006  | 40       |
| 43.      | LMGTE Am  | 98  | Northwest AMR             | 3:52,559   | 3:53,578  | 41       |
| 44.      | LMGTE Am  | 54  | AF Corse                  | 3:53,690   | 3:53,757  | 42       |
| 45.      | LMGTE Am  | 85  | Iron Dames                | 3:54,081   | 3:53,869  | 43       |
| 46.      | LMGTE Am  | 86  | GR Racing                 | 3:54,323   |           | 44       |
| 47.      | LMGTE Am  | 56  | Team Project 1            | 3:54,510   |           | 45       |
| 48.      | LMGTE Am  | 46  | Team Project 1            | 3:54,533   |           | 46       |
| 49.      | LMGTE Am  | 79  | WeatherTech Racing        | 3:54,912   |           | 47       |
| 50.      | LMGTE Am  | 99  | Hardpoint Motorsport      | 3:55,076   |           | 48       |
| 51.      | LMGTE Am  | 59  | Inception Racing          | 3:55,162   |           | 49       |
| 52.      | LMGTE Am  | 21  | AF Corse                  | 3:55,308   |           | 50       |
| 53.      | LMGTE Am  | 55  | Spirit of Race            | 3:55,617   |           | 51       |
| 54.      | LMGTE Am  | 75  | Iron Lynx                 | 3:55,672   |           | 52       |
| 55.      | LMGTE Am  | 66  | JMW Motorsport            | 3:56,008   |           | 53       |
| 56.      | LMGTE Am  | 777 | D'Station Racing          | 3:56,437   |           | 54       |
| 57.      | LMGTE Am  | 88  | Dempsey-Proton Racing     | 3:56,516   |           | 55       |
| 58.      | LMGTE Am  | 33  | TF Sport                  | 3:57,044   |           | 56       |
| 59.      | LMGTE Am  | 60  | Iron Lynx                 | 4:05,633   |           | 57       |
| 60.      | LMGTE Am  | 93  | Proton Competition        | 4:07,907   |           | 58       |
| 61.      | LMGTE Am  | 80  | Iron Lynx                 | 4:23,223   |           | 59       |
| 62.      | LMGTE Am  | 71  | Spirit of Race            | Idő nélkül |           | 60       |

## A verseny
A résztvevőknek legalább a versenytáv 70%-át (239 kört) teljesíteniük kellett ahhoz, hogy az elért eredményüket értékeljék. A kategóriák nyertes versenyzői vastaggal vannak kiemelve.
| Helyezés | Kategória     | #   | Csapat                    | Versenyzők                                               | Kasztni                       | Gumi | Kör | Idő/Hátrány/Kiesés          |
| Helyezés | Kategória     | #   | Csapat                    | Versenyzők                                               | Motor                         | Gumi | Kör | Idő/Hátrány/Kiesés          |
| -------- | ------------- | --- | ------------------------- | -------------------------------------------------------- | ----------------------------- | ---- | --- | --------------------------- |
| 1.       | Hypercar      | 8   | Toyota Gazoo Racing       | Sébastien Buemi Brendon Hartley Hirakava Rjó             | Toyota GR010 Hybrid           | M    | 380 | 24:02:07,996                |
| 1.       | Hypercar      | 8   | Toyota Gazoo Racing       | Sébastien Buemi Brendon Hartley Hirakava Rjó             | Toyota 3.5 L Turbo Hybrid V6  | M    | 380 | 24:02:07,996                |
| 2.       | Hypercar      | 7   | Toyota Gazoo Racing       | Mike Conway Kobajasi Kamui José María López              | Toyota GR010 Hybrid           | M    | 380 | +2:01,222                   |
| 2.       | Hypercar      | 7   | Toyota Gazoo Racing       | Mike Conway Kobajasi Kamui José María López              | Toyota 3.5 L Turbo Hybrid V6  | M    | 380 | +2:01,222                   |
| 3.       | Hypercar      | 709 | Glickenhaus Racing        | Ryan Briscoe Richard Westbrook Franck Mailleux           | Glickenhaus SCG 007 LMH       | M    | 375 | +5 kör                      |
| 3.       | Hypercar      | 709 | Glickenhaus Racing        | Ryan Briscoe Richard Westbrook Franck Mailleux           | Glickenhaus 3.5 L Turbo V8    | M    | 375 | +5 kör                      |
| 4.       | Hypercar      | 708 | Glickenhaus Racing        | Olivier Pla Romain Dumas Pipo Derani                     | Glickenhaus SCG 007 LMH       | M    | 370 | +10 kör                     |
| 4.       | Hypercar      | 708 | Glickenhaus Racing        | Olivier Pla Romain Dumas Pipo Derani                     | Glickenhaus 3.5 L Turbo V8    | M    | 370 | +10 kör                     |
| 5        | LMP2          | 38  | Jota                      | Roberto González António Félix da Costa Will Stevens     | Oreca 07                      | G    | 369 | +11 kör                     |
| 5        | LMP2          | 38  | Jota                      | Roberto González António Félix da Costa Will Stevens     | Gibson GK428 4.2 L V8         | G    | 369 | +11 kör                     |
| 6.       | LMP2          | 9   | Prema Orlen Team          | Robert Kubica Louis Delétraz Lorenzo Colombo             | Oreca 07                      | G    | 369 | +11 kör                     |
| 6.       | LMP2          | 9   | Prema Orlen Team          | Robert Kubica Louis Delétraz Lorenzo Colombo             | Gibson GK428 4.2 L V8         | G    | 369 | +11 kör                     |
| 7        | LMP2          | 28  | Jota                      | Oliver Rasmussen Ed Jones Jonathan Aberdein              | Oreca 07                      | G    | 368 | +12 kör                     |
| 7        | LMP2          | 28  | Jota                      | Oliver Rasmussen Ed Jones Jonathan Aberdein              | Gibson GK428 4.2 L V8         | G    | 368 | +12 kör                     |
| 8.       | LMP2          | 13  | TDS Racing x Vaillante    | Nyck de Vries Mathias Beche Tijmen van der Helm          | Oreca 07                      | G    | 368 | +12 kör                     |
| 8.       | LMP2          | 13  | TDS Racing x Vaillante    | Nyck de Vries Mathias Beche Tijmen van der Helm          | Gibson GK428 4.2 L V8         | G    | 368 | +12 kör                     |
| 9.       | LMP2          | 5   | Team Penske               | Dane Cameron Emmanuel Collard Felipe Nasr                | Oreca 07                      | G    | 368 | +12 kör                     |
| 9.       | LMP2          | 5   | Team Penske               | Dane Cameron Emmanuel Collard Felipe Nasr                | Gibson GK428 4.2 L V8         | G    | 368 | +12 kör                     |
| 10.      | LMP2          | 23  | United Autosports USA     | Alex Lynn Oliver Jarvis Josh Pierson                     | Oreca 07                      | G    | 368 | +12 kör                     |
| 10.      | LMP2          | 23  | United Autosports USA     | Alex Lynn Oliver Jarvis Josh Pierson                     | Gibson GK428 4.2 L V8         | G    | 368 | +12 kör                     |
| 11.      | LMP2          | 37  | Cool Racing               | Dzse Dzsefej Ricky Taylor Niklas Krütten                 | Oreca 07                      | G    | 367 | +13 kör                     |
| 11.      | LMP2          | 37  | Cool Racing               | Dzse Dzsefej Ricky Taylor Niklas Krütten                 | Gibson GK428 4.2 L V8         | G    | 367 | +13 kör                     |
| 12.      | LMP2          | 48  | IDEC Sport                | Paul Lafargue Paul-Loup Chatin Patrick Pilet             | Oreca 07                      | G    | 366 | +14 kör                     |
| 12.      | LMP2          | 48  | IDEC Sport                | Paul Lafargue Paul-Loup Chatin Patrick Pilet             | Gibson GK428 4.2 L V8         | G    | 366 | +14 kör                     |
| 13.      | LMP2          | 1   | Richard Mille Racing Team | Lilou Wadoux Sébastien Ogier Charles Milesi              | Oreca 07                      | G    | 366 | +14 kör                     |
| 13.      | LMP2          | 1   | Richard Mille Racing Team | Lilou Wadoux Sébastien Ogier Charles Milesi              | Gibson GK428 4.2 L V8         | G    | 366 | +14 kör                     |
| 14.      | LMP2          | 22  | United Autosports USA     | Philip Hanson Filipe Albuquerque Will Owen               | Oreca 07                      | G    | 366 | +14 kör                     |
| 14.      | LMP2          | 22  | United Autosports USA     | Philip Hanson Filipe Albuquerque Will Owen               | Gibson GK428 4.2 L V8         | G    | 366 | +14 kör                     |
| 15.      | LMP2          | 32  | Team WRT                  | Rolf Ineichen Mirko Bortolotti Dries Vanthoor            | Oreca 07                      | G    | 366 | +14 kör                     |
| 15.      | LMP2          | 32  | Team WRT                  | Rolf Ineichen Mirko Bortolotti Dries Vanthoor            | Gibson GK428 4.2 L V8         | G    | 366 | +14 kör                     |
| 16.      | LMP2          | 65  | Panis Racing              | Julien Canal Nico Jamin Job van Uitert                   | Oreca 07                      | G    | 366 | +14 kör                     |
| 16.      | LMP2          | 65  | Panis Racing              | Julien Canal Nico Jamin Job van Uitert                   | Gibson GK428 4.2 L V8         | G    | 366 | +14 kör                     |
| 17.      | LMP2          | 34  | Inter Europol Competition | Jakub Śmiechowski Alex Brundle Esteban Gutiérrez         | Oreca 07                      | G    | 365 | +15 kör                     |
| 17.      | LMP2          | 34  | Inter Europol Competition | Jakub Śmiechowski Alex Brundle Esteban Gutiérrez         | Gibson GK428 4.2 L V8         | G    | 365 | +15 kör                     |
| 18.      | LMP2          | 43  | Inter Europol Competition | David Heinemeier Hansson Fabio Scherer Pietro Fittipaldi | Oreca 07                      | G    | 364 | +16 kör                     |
| 18.      | LMP2          | 43  | Inter Europol Competition | David Heinemeier Hansson Fabio Scherer Pietro Fittipaldi | Gibson GK428 4.2 L V8         | G    | 364 | +16 kör                     |
| 19.      | LMP2 (Pro-Am) | 45  | Algarve Pro Racing        | Steven Thomas James Allen René Binder                    | Oreca 07                      | G    | 363 | +17 kör                     |
| 19.      | LMP2 (Pro-Am) | 45  | Algarve Pro Racing        | Steven Thomas James Allen René Binder                    | Gibson GK428 4.2 L V8         | G    | 363 | +17 kör                     |
| 20.      | LMP2 (Pro-Am) | 24  | Nielsen Racing            | Rodrigo Sales Matt Bell Ben Hanley                       | Oreca 07                      | G    | 362 | +18 kör                     |
| 20.      | LMP2 (Pro-Am) | 24  | Nielsen Racing            | Rodrigo Sales Matt Bell Ben Hanley                       | Gibson GK428 4.2 L V8         | G    | 362 | +18 kör                     |
| 21.      | LMP2          | 41  | RealTeam by WRT           | Rui Andrade Habsburg Ferdinánd Norman Nato               | Oreca 07                      | G    | 362 | +18 kör                     |
| 21.      | LMP2          | 41  | RealTeam by WRT           | Rui Andrade Habsburg Ferdinánd Norman Nato               | Gibson GK428 4.2 L V8         | G    | 362 | +18 kör                     |
| 22.      | LMP2 (Pro-Am) | 3   | DKR Engineering           | Laurents Hörr Jean Glorieux Alexandre Cougnaud           | Oreca 07                      | G    | 362 | +18 kör                     |
| 22.      | LMP2 (Pro-Am) | 3   | DKR Engineering           | Laurents Hörr Jean Glorieux Alexandre Cougnaud           | Gibson GK428 4.2 L V8         | G    | 362 | +18 kör                     |
| 23.      | Hypercar      | 36  | Alpine Elf Team           | André Negrão Nicolas Lapierre Matthieu Vaxivière         | Alpine A480                   | M    | 362 | +18 kör                     |
| 23.      | Hypercar      | 36  | Alpine Elf Team           | André Negrão Nicolas Lapierre Matthieu Vaxivière         | Gibson GL458 4.5 L V8         | M    | 362 | +18 kör                     |
| 24.      | LMP2 (Pro-Am) | 83  | AF Corse                  | François Perrodo Nicklas Nielsen Alessio Rovera          | Oreca 07                      | G    | 361 | +19 kör                     |
| 24.      | LMP2 (Pro-Am) | 83  | AF Corse                  | François Perrodo Nicklas Nielsen Alessio Rovera          | Gibson GK428 4.2 L V8         | G    | 361 | +19 kör                     |
| 25.      | LMP2 (Pro-Am) | 47  | Algarve Pro Racing        | Sophia Flörsch John Falb Jack Aitken                     | Oreca 07                      | G    | 361 | +19 kör                     |
| 25.      | LMP2 (Pro-Am) | 47  | Algarve Pro Racing        | Sophia Flörsch John Falb Jack Aitken                     | Gibson GK428 4.2 L V8         | G    | 361 | +19 kör                     |
| 26.      | LMP2 (Pro-Am) | 44  | ARC Bratislava            | Miroslav Konôpka Bent Viscaal Tristan Vautier            | Oreca 07                      | G    | 360 | +20 kör                     |
| 26.      | LMP2 (Pro-Am) | 44  | ARC Bratislava            | Miroslav Konôpka Bent Viscaal Tristan Vautier            | Gibson GK428 4.2 L V8         | G    | 360 | +20 kör                     |
| 27.      | LMP2          | 10  | Vector Sport              | Nico Müller Ryan Cullen Sébastien Bourdais               | Oreca 07                      | G    | 357 | +23 kör                     |
| 27.      | LMP2          | 10  | Vector Sport              | Nico Müller Ryan Cullen Sébastien Bourdais               | Gibson GK428 4.2 L V8         | G    | 357 | +23 kör                     |
| 28.      | GTE Pro       | 91  | Porsche GT Team           | Gianmaria Bruni Richard Lietz Frédéric Makowiecki        | Porsche 911 RSR-19            | M    | 350 | +30 kör                     |
| 28.      | GTE Pro       | 91  | Porsche GT Team           | Gianmaria Bruni Richard Lietz Frédéric Makowiecki        | Porsche 4.2 L Flat-6          | M    | 350 | +30 kör                     |
| 29.      | GTE Pro       | 51  | AF Corse                  | Alessandro Pier Guidi James Calado Daniel Serra          | Ferrari 488 GTE Evo           | M    | 350 | +30 kör                     |
| 29.      | GTE Pro       | 51  | AF Corse                  | Alessandro Pier Guidi James Calado Daniel Serra          | Ferrari F154CB 3.9 L Turbo V8 | M    | 350 | +30 kör                     |
| 30.      | GTE Pro       | 52  | AF Corse                  | Miguel Molina Antonio Fuoco Davide Rigon                 | Ferrari 488 GTE Evo           | M    | 349 | +31 kör                     |
| 30.      | GTE Pro       | 52  | AF Corse                  | Miguel Molina Antonio Fuoco Davide Rigon                 | Ferrari F154CB 3.9 L Turbo V8 | M    | 349 | +31 kör                     |
| 31.      | GTE Pro       | 92  | Porsche GT Team           | Michael Christensen Kévin Estre Laurens Vanthoor         | Porsche 911 RSR-19            | M    | 348 | +32 kör                     |
| 31.      | GTE Pro       | 92  | Porsche GT Team           | Michael Christensen Kévin Estre Laurens Vanthoor         | Porsche 4.2 L Flat-6          | M    | 348 | +32 kör                     |
| 32.      | GTE Pro       | 74  | Riley Motorsports         | Felipe Fraga Sam Bird Shane van Gisbergen                | Ferrari 488 GTE Evo           | M    | 347 | +33 kör                     |
| 32.      | GTE Pro       | 74  | Riley Motorsports         | Felipe Fraga Sam Bird Shane van Gisbergen                | Ferrari F154CB 3.9 L Turbo V8 | M    | 347 | +33 kör                     |
| 33.      | LMP2 (Pro-Am) | 39  | Graff Racing              | Eric Trouillet Sébastien Page David Droux                | Oreca 07                      | G    | 344 | +36 kör                     |
| 33.      | LMP2 (Pro-Am) | 39  | Graff Racing              | Eric Trouillet Sébastien Page David Droux                | Gibson GK428 4.2 L V8         | G    | 344 | +36 kör                     |
| 34.      | GTE Am        | 33  | TF Sport                  | Ben Keating Henrique Chaves Marco Sørensen               | Aston Martin Vantage AMR      | M    | 343 | +37 kör                     |
| 34.      | GTE Am        | 33  | TF Sport                  | Ben Keating Henrique Chaves Marco Sørensen               | Aston Martin 4.0 L Turbo V8   | M    | 343 | +37 kör                     |
| 35.      | GTE Am        | 79  | WeatherTech Racing        | Cooper MacNeil Julien Andlauer Thomas Merrill            | Porsche 911 RSR-19            | M    | 343 | +37 kör                     |
| 35.      | GTE Am        | 79  | WeatherTech Racing        | Cooper MacNeil Julien Andlauer Thomas Merrill            | Porsche 4.2 L Flat-6          | M    | 343 | +37 kör                     |
| 36.      | GTE Am        | 98  | Northwest AMR             | Paul Dalla Lana David Pittard Nicki Thiim                | Aston Martin Vantage AMR      | M    | 342 | +38 kör                     |
| 36.      | GTE Am        | 98  | Northwest AMR             | Paul Dalla Lana David Pittard Nicki Thiim                | Aston Martin 4.0 L Turbo V8   | M    | 342 | +38 kör                     |
| 37.      | GTE Am        | 86  | GR Racing                 | Michael Wainwright Riccardo Pera Ben Barker              | Porsche 911 RSR-19            | M    | 340 | +40 kör                     |
| 37.      | GTE Am        | 86  | GR Racing                 | Michael Wainwright Riccardo Pera Ben Barker              | Porsche 4.2 L Flat-6          | M    | 340 | +40 kör                     |
| 38.      | GTE Am        | 88  | Dempsey-Proton Racing     | Fred Poordad Maxwell Root Jan Heylen                     | Porsche 911 RSR-19            | M    | 340 | +40 kör                     |
| 38.      | GTE Am        | 88  | Dempsey-Proton Racing     | Fred Poordad Maxwell Root Jan Heylen                     | Porsche 4.2 L Flat-6          | M    | 340 | +40 kör                     |
| 39.      | GTE Am        | 54  | AF Corse                  | Thomas Flohr Francesco Castellacci Nick Cassidy          | Ferrari 488 GTE Evo           | M    | 340 | +40 kör                     |
| 39.      | GTE Am        | 54  | AF Corse                  | Thomas Flohr Francesco Castellacci Nick Cassidy          | Ferrari F154CB 3.9 L Turbo V8 | M    | 340 | +40 kör                     |
| 40.      | GTE Am        | 85  | Iron Dames                | Rahel Frey Michelle Gatting Sarah Bovy                   | Ferrari 488 GTE Evo           | M    | 339 | +41 kör                     |
| 40.      | GTE Am        | 85  | Iron Dames                | Rahel Frey Michelle Gatting Sarah Bovy                   | Ferrari F154CB 3.9 L Turbo V8 | M    | 339 | +41 kör                     |
| 41.      | GTE Am        | 21  | AF Corse                  | Simon Mann Christoph Ulrich Toni Vilander                | Ferrari 488 GTE Evo           | M    | 339 | +41 kör                     |
| 41.      | GTE Am        | 21  | AF Corse                  | Simon Mann Christoph Ulrich Toni Vilander                | Ferrari F154CB 3.9 L Turbo V8 | M    | 339 | +41 kör                     |
| 42.      | GTE Am        | 61  | AF Corse                  | Louis Prette Conrad Grunewald Vincent Abril              | Ferrari 488 GTE Evo           | M    | 339 | +41 kör                     |
| 42.      | GTE Am        | 61  | AF Corse                  | Louis Prette Conrad Grunewald Vincent Abril              | Ferrari F154CB 3.9 L Turbo V8 | M    | 339 | +41 kör                     |
| 43.      | GTE Am        | 55  | Spirit of Race            | Duncan Cameron Matt Griffin David Perel                  | Ferrari 488 GTE Evo           | M    | 339 | +41 kör                     |
| 43.      | GTE Am        | 55  | Spirit of Race            | Duncan Cameron Matt Griffin David Perel                  | Ferrari F154CB 3.9 L Turbo V8 | M    | 339 | +41 kör                     |
| 44.      | GTE Am        | 99  | Hardpoint Motorsport      | Andrew Haryanto Alessio Picariello Martin Rump           | Porsche 911 RSR-19            | M    | 338 | +42 kör                     |
| 44.      | GTE Am        | 99  | Hardpoint Motorsport      | Andrew Haryanto Alessio Picariello Martin Rump           | Porsche 4.2 L Flat-6          | M    | 338 | +42 kör                     |
| 45.      | GTE Am        | 57  | Kessel Racing             | Kimura Takesi Frederik Schandorff Mikkel Jensen          | Ferrari 488 GTE Evo           | M    | 336 | +44 kör                     |
| 45.      | GTE Am        | 57  | Kessel Racing             | Kimura Takesi Frederik Schandorff Mikkel Jensen          | Ferrari F154CB 3.9 L Turbo V8 | M    | 336 | +44 kör                     |
| 46.      | GTE Am        | 80  | Iron Lynx                 | Matteo Cressoni Giancarlo Fisichella Richard Heistand    | Ferrari 488 GTE Evo           | M    | 336 | +44 kör                     |
| 46.      | GTE Am        | 80  | Iron Lynx                 | Matteo Cressoni Giancarlo Fisichella Richard Heistand    | Ferrari F154CB 3.9 L Turbo V8 | M    | 336 | +44 kör                     |
| 47.      | GTE Am        | 77  | Dempsey-Proton Racing     | Christian Ried Sebastian Priaulx Harry Tincknell         | Porsche 911 RSR-19            | M    | 336 | +44 kör                     |
| 47.      | GTE Am        | 77  | Dempsey-Proton Racing     | Christian Ried Sebastian Priaulx Harry Tincknell         | Porsche 4.2 L Flat-6          | M    | 336 | +44 kör                     |
| 48.      | LMP2 (Pro-Am) | 35  | Ultimate                  | Jean-Baptiste Lahaye Matthieu Lahaye François Heriau     | Oreca 07                      | G    | 335 | +45 kör                     |
| 48.      | LMP2 (Pro-Am) | 35  | Ultimate                  | Jean-Baptiste Lahaye Matthieu Lahaye François Heriau     | Gibson GK428 4.2 L V8         | G    | 335 | +45 kör                     |
| 49.      | LMP2 (Pro-Am) | 27  | CD Sport                  | Christophe Cresp Michael Jensen Steven Palette           | Ligier JS P217                | G    | 333 | +47 kör                     |
| 49.      | LMP2 (Pro-Am) | 27  | CD Sport                  | Christophe Cresp Michael Jensen Steven Palette           | Gibson GK428 4.2L V8          | G    | 333 | +47 kör                     |
| 50.      | GTE Am        | 66  | JMW Motorsport            | Renger van der Zande Mark Kvamme Jason Hart              | Ferrari 488 GTE Evo           | M    | 331 | +49 kör                     |
| 50.      | GTE Am        | 66  | JMW Motorsport            | Renger van der Zande Mark Kvamme Jason Hart              | Ferrari F154CB 3.9 L Turbo V8 | M    | 331 | +49 kör                     |
| 51.      | GTE Am        | 93  | Proton Competition        | Michael Fassbender Matt Campbell Zacharie Robichon       | Porsche 911 RSR-19            | M    | 329 | +51 kör                     |
| 51.      | GTE Am        | 93  | Proton Competition        | Michael Fassbender Matt Campbell Zacharie Robichon       | Porsche 4.2 L Flat-6          | M    | 329 | +51 kör                     |
| 52.      | LMP2          | 30  | Duqueine Team             | Richard Bradley Memo Rojas Reshad de Gerus               | Oreca 07                      | G    | 326 | +54 kör                     |
| 52.      | LMP2          | 30  | Duqueine Team             | Richard Bradley Memo Rojas Reshad de Gerus               | Gibson GK428 4.2 L V8         | G    | 326 | +54 kör                     |
| 53.      | GTE Am        | 75  | Iron Lynx                 | Pierre Ehret Christian Hook Nicolás Varrone              | Ferrari 488 GTE Evo           | M    | 324 | +56 kör                     |
| 53.      | GTE Am        | 75  | Iron Lynx                 | Pierre Ehret Christian Hook Nicolás Varrone              | Ferrari F154CB 3.9 L Turbo V8 | M    | 324 | +56 kör                     |
| HN       | GTE Am        | 60  | Iron Lynx                 | Claudio Schiavoni Alessandro Balzan Raffaele Giammaria   | Ferrari 488 GTE Evo           | M    | 289 | Utolsó kör nélkül (Baleset) |
| HN       | GTE Am        | 60  | Iron Lynx                 | Claudio Schiavoni Alessandro Balzan Raffaele Giammaria   | Ferrari F154CB 3.9 L Turbo V8 | M    | 289 | Utolsó kör nélkül (Baleset) |
| Ki       | LMP2          | 31  | Team WRT                  | Sean Gelael Robin Frijns René Rast                       | Oreca 07                      | G    | 285 | Baleset                     |
| Ki       | LMP2          | 31  | Team WRT                  | Sean Gelael Robin Frijns René Rast                       | Gibson GK428 4.2 L V8         | G    | 285 | Baleset                     |
| Ki       | GTE Pro       | 64  | Corvette Racing           | Tommy Milner Nick Tandy Alexander Sims                   | Chevrolet Corvette C8.R       | M    | 260 | Baleset                     |
| Ki       | GTE Pro       | 64  | Corvette Racing           | Tommy Milner Nick Tandy Alexander Sims                   | Chevrolet 5.5 L V8            | M    | 260 | Baleset                     |
| Ki       | GTE Am        | 56  | Team Project 1            | Brendan Iribe Ollie Millroy Ben Barnicoat                | Porsche 911 RSR-19            | M    | 241 | Baleset                     |
| Ki       | GTE Am        | 56  | Team Project 1            | Brendan Iribe Ollie Millroy Ben Barnicoat                | Porsche 4.2 L Flat-6          | M    | 241 | Baleset                     |
| Ki       | GTE Pro       | 63  | Corvette Racing           | Antonio García Jordan Taylor Nick Catsburg               | Chevrolet Corvette C8.R       | M    | 214 | Felfüggesztés               |
| Ki       | GTE Pro       | 63  | Corvette Racing           | Antonio García Jordan Taylor Nick Catsburg               | Chevrolet 5.5 L V8            | M    | 214 | Felfüggesztés               |
| Ki       | GTE Am        | 59  | Inception Racing          | Alexander West Côme Ledogar Marvin Klein                 | Ferrari 488 GTE Evo           | M    | 190 | Motor                       |
| Ki       | GTE Am        | 59  | Inception Racing          | Alexander West Côme Ledogar Marvin Klein                 | Ferrari F154CB 3.9 L Turbo V8 | M    | 190 | Motor                       |
| Ki       | GTE Am        | 71  | Spirit of Race            | Franck Dezoteux Pierre Ragues Gabriel Aubry              | Ferrari 488 GTE Evo           | M    | 127 | Motor                       |
| Ki       | GTE Am        | 71  | Spirit of Race            | Franck Dezoteux Pierre Ragues Gabriel Aubry              | Ferrari F154CB 3.9 L Turbo V8 | M    | 127 | Motor                       |
| Ki       | GTE Am        | 777 | D'Station Racing          | Hosino Szatosi Fudzsii Tomonobú Charlie Fagg             | Aston Martin Vantage AMR      | M    | 112 | Alváz                       |
| Ki       | GTE Am        | 777 | D'Station Racing          | Hosino Szatosi Fudzsii Tomonobú Charlie Fagg             | Aston Martin 4.0 L Turbo V8   | M    | 112 | Alváz                       |
| Ki       | GTE Am        | 46  | Team Project 1            | Matteo Cairoli Mikkel O. Pedersen Nicolas Leutwiler      | Porsche 911 RSR-19            | M    | 77  | Gumi sérülés                |
| Ki       | GTE Am        | 46  | Team Project 1            | Matteo Cairoli Mikkel O. Pedersen Nicolas Leutwiler      | Porsche 4.2 L Flat-6          | M    | 77  | Gumi sérülés                |

| Ikon | Gumi     |
| ---- | -------- |
| G    | Goodyear |
| M    | Michelin |